# 嶋田美彩
嶋田 美彩（しまだ みさ、1994年〈平成6年〉9月4日 - ）は、日本の女性モデル、レースクイーンである。
兵庫県出身。SeeD Entertainmentを経てAimyに所属している。愛称は「みさみさ」。

## 略歴
高校卒業後に上京し芸能スクールに通った後、モデルの仕事を始めた。
2015年10月のスーパー耐久・鈴鹿サーキット戦で「Team RIKU CIVIC TYPE R」のレースクイーンとしてスポット参加。翌2016年、SUPER GT300クラス「Excellence Lady」（Excellence Porshe Team KTR）メンバーに選ばれ、自身初のSUPER GTレースクイーンを務める。同年10月のMoto GP 日本GPでは、大塚リコと共に「HONDA Marc VDS Racing Team」のレースクイーンを務めた。
2017年は「Pacific Fairies」の一員としてSUPER GT300クラス・PACIFIC with GULF RACING（9号車）のレースクイーンを担当。この年の日本レースクイーン大賞では、阿久津真央がグランプリに選ばれた他、新人グランプリ（立花はる）、コスチュームグランプリでPacific Fairiesが3冠を達成した。
2018年10月、シュートボクシングのラウンドガール「SHOOT GIRLS」メンバーに就任。2021年現在もシュートボクシングのラウンドガールを務めている。
東京オートサロンでは2016年から2020年まで5年連続でFALKENブースのモデルを務めた。
2021年、スーパー耐久ST-Zクラス「SS/YZ Racing with Studie」のイメージガールを担当。自身4年ぶりのRQ活動となった。

## 人物
- 3兄妹の長女（兄と妹がいる）[4]。名前の“美彩”は、「周りを美しく彩れるように」という願いを込めて母が名付けたという[4]。
- 趣味は音楽鑑賞。特技は書道、水泳[2]。
- チャームポイントは小さな口[2]。
- 同じ事務所の日吉晶羅[注 3]とは、2017年のスーパーフォーミュラ「KCMGエンジェルス」[11]やシュートボクシングのラウンドガール[動画 1]、オートサロンのFALKENブース[12]、SS/YZ Racingのイメージガール[動画 2]等でコンビを組むことが多く、プライベートでも親交が深い[13]。2020年9月5日に明治神宮野球場で行われた東京ヤクルトスワローズ×中日ドラゴンズ戦では、AKRacingのイメージガールとして晶羅と共に選手への花束贈呈を行った[14]。
- MotoGPやKCMGエンジェルスで共働した大塚リコとも仲が良く[7]、2017年には和歌山県の「休暇村 紀州加太」を2人で訪れたPR映像が制作された[15][動画 3]。

## レースクイーン歴
| 年     | カテゴリー           | チーム名                                       | 他メンバー                                         |
| ------ | -------------------- | ---------------------------------------------- | -------------------------------------------------- |
| 2015年 | スーパー耐久         | 「Team RIKU CIVIC TYPE R」レースクイーン       | 怜菜                                               |
| 2016年 | SUPER GT             | Excellence Porshe Team KTR 「Excellence Lady」 | 平咲夏加、大島奈々                                 |
| 2016年 | D1グランプリ         | Team 広島トヨタ with DRoo-P レースクイーン     | 藤木由貴、朝比奈さくら                             |
| 2016年 | MotoGP 2016 第15戦   | HONDA marc VDS Racing Team レースクイーン      | 大塚リコ                                           |
| 2017年 | SUPER GT             | PACIFIC with GULF RACING 「Pacific Fairies」   | 阿久津真央、川崎あや、立花はる、Haruka、益田アンナ |
| 2017年 | スーパーフォーミュラ | KCMGエンジェルス                               | 日吉晶羅、大塚リコ、藤咲百合香                     |
| 2017年 | スーパー耐久         | aprエンジェルス                                | 杉本夏陽                                           |
| 2021年 | スーパー耐久         | 「SS/YZ Racing with Studie」イメージガール     | 晶羅                                               |

## 出演

### テレビ
- QVCジャパン（2017年からモデルとして不定期出演）[19]

### イベント

#### 東京オートサロン
| 出演年 | 出演ブース | 共演者                                             |
| ------ | ---------- | -------------------------------------------------- |
| 2016年 | FALKEN     | 藤木由貴、江藤遼、折原あやの、奈木野美幸           |
| 2017年 | FALKEN     | 蒼怜奈、千倉里菜、結城みい                         |
| 2018年 | FALKEN     | 日吉晶羅、千倉里菜、白石みずほ、石川彩夏、平野杏梨 |
| 2019年 | FALKEN     | 日吉晶羅、千倉里菜、岩瀬唯奈、如月さえ、椿原愛     |
| 2020年 | FALKEN     | 晶羅、千倉里菜、岩瀬唯奈、米倉みゆ、市川由佳       |

#### その他
- アズプロ×Next Gate Collection（2016年6月22日・渋谷WOMB） - ショーモデルとして出演[24]
- 東京ゲームショウ
  - 「C4on」（シフォン）ブースコンパニオン（2016年）[25]
  - 「AKRacing」ブースコンパニオン（2018年・2019年）[26]
- JAPAN IT Week 2017「安城電機」ブースコンパニオン（2017年5月10日 - 12日、東京ビッグサイト） - 藤木由貴、REIKAと共演[27]
- DESIGN TOKYO「テックウインド・AKRacing」ブースコンパニオン（2017年7月5日 - 7日、東京ビッグサイト）- 日吉晶羅、如月さえと共演[19]
- 東京モーターショー「フォルクスワーゲン」ブースコンパニオン（2017年）[28]
- CP+「Canon」ブースステージモデル（2018年）[29]
- 東京モーターショー・名古屋モーターショー・大阪モーターショー・福岡モーターショー「LEXUS」ブースコンパニオン（2019年）[注 6]